# Synagoga řemeslníků
Synagoga řemeslníků (ukrajinsky: Синаго́га ремісникі́в) je židovská synagoga ve městě Chmelnyckyj na Ukrajině. Postavena byla v roce 1890, rekonstruována až v roce 2009. Nachází se na ulici Pekarsky (česky ulice Pekařská), nedaleko od centra. Je hlavním kulturním a duchovním centrem městské židovské komunity města.
Synagoga je aktivní a provozuje pravidelné sobotní bohoslužby, svatby apod.

## Historie
Synagoga od svého založení v roce 1890 sloužila jako komunitní středisko pro židovské obyvatelstvo ve městě Chmelnyckyj. Kolem synagogy vznikla židovská čtvrť, ale s příchodem komunistického režimu na Ukrajině byla synagoga zrušena a v budově byla vytvořena škola gymnastiky pro děti a mládež. Přestože byla budova pod ochranou místních úřadů, byla na počátku roku 1990 vyhlášena jako staticky nevyhovující. Díky aktivistům místní židovské komunity byla budova vrácena jejím původním vlastníkům, opravena a v roce 2009 se konalo její slavnostní znovuotevření.
V synagoze se nachází malá expozice, výstava fotografií historických židovských míst a fotografie židovských památek pro celý Chmelnický kraj.